# Příšovická kotlina
Příšovická kotlina je geomorfologický podokrsek v severní části Mnichovohradišťské kotliny na území okresu Mladá Boleslav ve Středočeském kraji a okresů Liberec a Semily v Libereckém kraji.

## Poloha

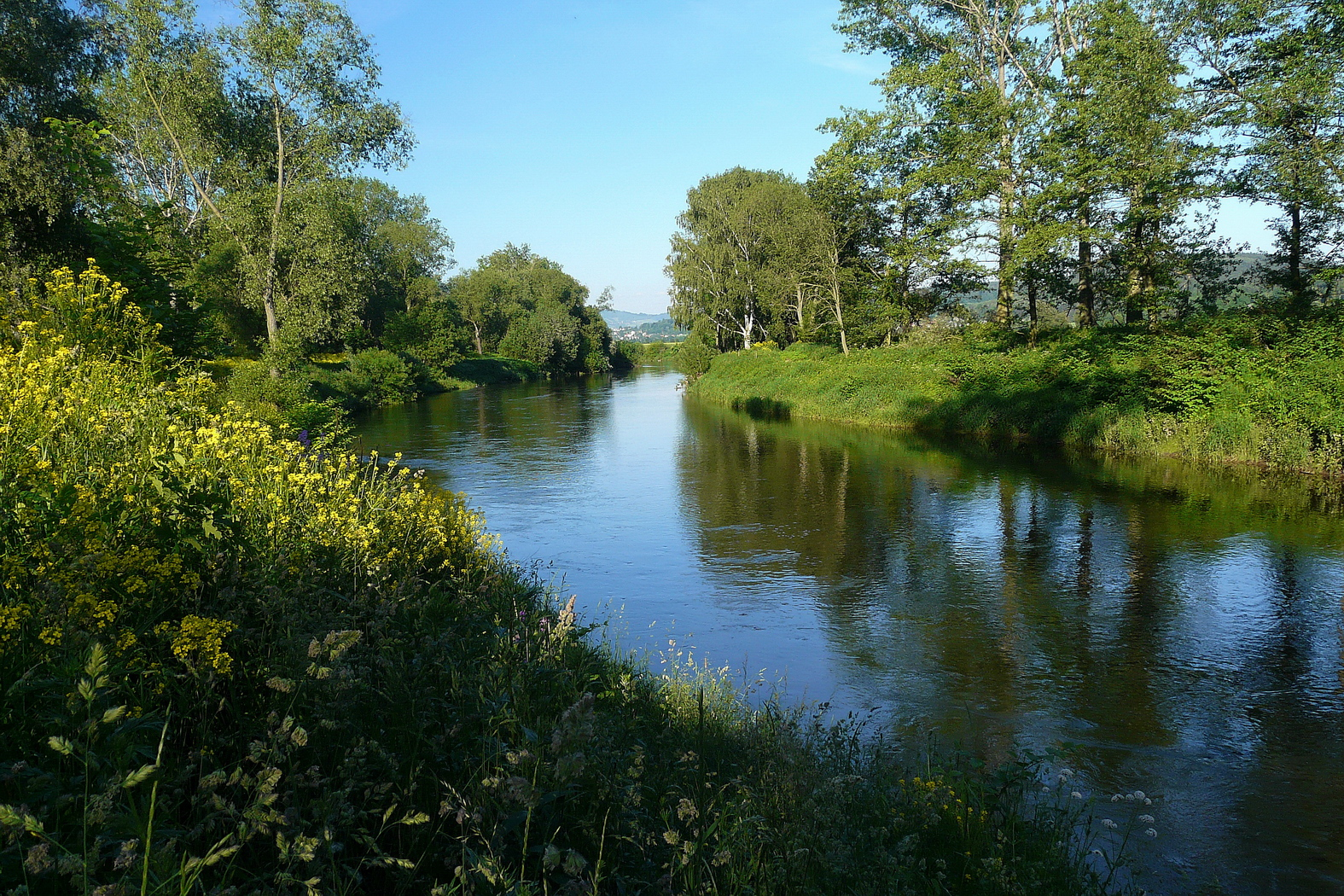
Jizera u Příšovic

Území podokrsku se rozkládá zhruba mezi obcí Březina na jihozápadě a turnovskou částí Dolánky na severovýchodě. Obsahuje většinu města Turnov, z větších obcí jsou zde Příšovice a Žďár. Podokrsek na délku protíná dálnice D10 Praha – Turnov.

## Charakter území
Nejvyšším a jediným významným vrcholem Příšovické kotliny je Doubrava (306 m n. m.) v Olešnické části.

## Geomorfologické členění
Podokrsek Příšovická kotlina náleží do celku Jičínská pahorkatina, podcelku Turnovská pahorkatina a okrsku Mnichovohradišťská kotlina. Dále se člení na pět částí: na severu jsou to Jizerská niva a Přepeřská část, na jihu Doubravská část a na jihovýchodě Žehrovská niva a Olešnická část. Kotlina sousedí na jihozápadě se sesterským podokrskem, Bakovskou kotlinou, a s okrsky Turnovské pahorkatiny (na jihovýchodě Vyskeřská vrchovina, na severovýchodě Turnovská stupňovina a na severozápadě Českodubská pahorkatina).